# 솔로몬 제도의 국가

하느님, 우리의 솔로몬 제도를 지켜 주시옵소서.(God Save Our Solomon Islands)는 솔로몬 제도의 국가이다. Panapasa Balekana와 Matila Balekana가 작사, 작곡을 하였다. 국가로 제정된 해는 1978년이다.

## 가사
God bless our Solomon Islands from shore to shore
Blessed all our people and all our lands
With your protecting hands
Joy, Peace, Progress and Prosperity
That men shall brothers be, make nations see
our Solomon Islands, our Solomon Islands
Our nation Solomon Islands
Stands forever more

## 해석
주여, 바닷가에 있는 우리의 솔로몬 제도를 축복하소서.
우리의 모든 사람들과 우리의 모든 땅을 축복했나이다.
그대의 손으로 보호하는 것과 더불어
기쁨, 평화, 전진과 번창을
우리의 솔로몬 제도가, 우리의 솔로몬 제도가
그 국가가 우리 형제를 보게 하사,
우리의 조국인 솔로몬 제도에
영원한 그 이상을 세우소서.